# Dhangar
 (mars 2024).
Si vous disposez d'ouvrages ou d'articles de référence ou si vous connaissez des sites web de qualité traitant du thème abordé ici, merci de compléter l'article en donnant les références utiles à sa vérifiabilité et en les liant à la section « Notes et références ».
 (juin 2021).

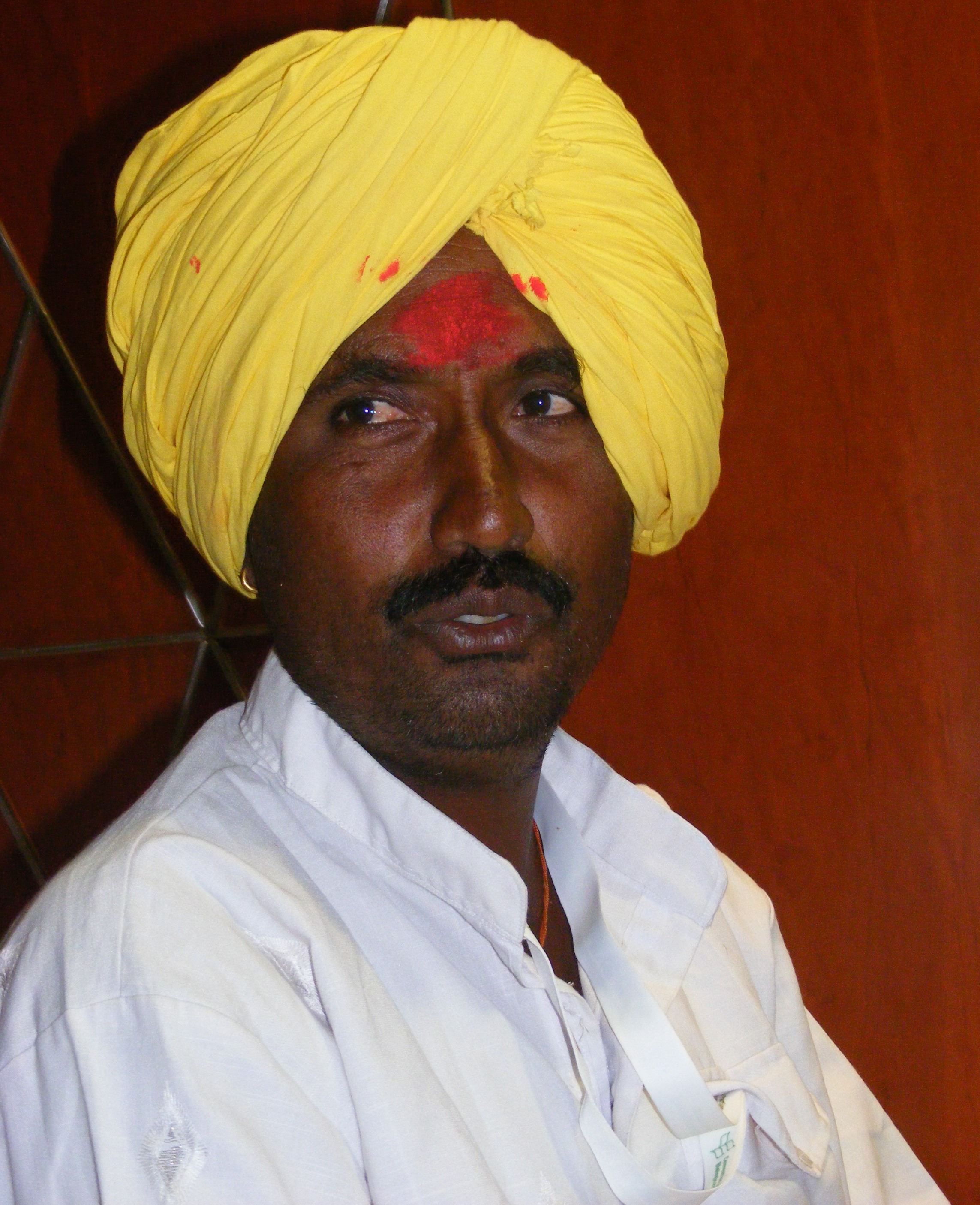
Dhangar tribal de Maharashtra

Les Dhangars sont un groupe de villageois de Maharashtra, Karnataka, Goa, Madhya Pradesh et Uttar Pradesh. Ils sont aussi appelés « hill coolies », ou coolies des collines. 
C'est un peuple pastoraliste et d'agriculteurs.

## Histoire
Après l'abolition de l'esclavage en 1834, les Danghars sont recrutés comme engagés ou travailleurs contractuels. À ce titre, ils sont les pionniers de l'engagisme et les documents officiels des Britanniques les mentionnent  plusieurs fois dans l'élaboration de ce type de travail, qui a marqué l'Histoire des 19e et 20e siècles. 
Le groupe initial est formé de 36 premiers engagés (30 hommes, 6 femmes) qui sont embarqués sur le bateau Atlas, après avoir signé avec un X ou leur pouce, un contrat d'engagement de cinq ans. Le contrat est en bengali. 
C'est le tout premier document lançant la grande expérience de l'engagisme. Aussi connus comme les coolies d'Arbutnoth, du nom des recruteurs britanniques qui utilisent leurs réseaux de sirdars ou mestries en Inde, ils arrivent au Coolie Ghat à Maurice le 2 novembre 1834, après six semaines de voyage.
Parmi eux, certains ont pour patronyme, Callachaund, Dhookun, Bhomarah, Bhoodoo, etc.  
De ce fait,  le terme « coolie »  est inscrit de façon indélébile dans toute approche scientifique de l'histoire de l'engagisme mondial, quelles qu’en soient les définitions qu'on lui donne par la suite. Il est référencé par les archives, notamment à l'île Maurice, plaque tournante de l'engagisme mondial.
Un monument a été érigé les mentionnant à l'Aapravasi Ghat, site classé au Patrimoine Mondial de l'UNESCO.